# Андреевка (Марий Эл)
 Андреевка  — деревня в Советском районе Республики Марий Эл. Входит в состав Михайловского сельского поселения.

## Географическое положение
Находится в центральной части республики Марий Эл на расстоянии приблизительно 15 км по прямой на юго-запад от районного центра посёлка Советский.

## История
Основана в 1891 переселенцами из деревни Черкассы (вероятно Черкасово), названа по имени первопоселенца Андрея Шалаева. В 1920 году насчитывалось 50 дворов, 327 жителей. С 1958 года деревня вошла в укрупнённый колхоз и начала хиреть. В 1958 году в деревне было 37 хозяйств, в 1968 году — 25, а в 1978 осталось 4 дома. В советское время работали колхозы «Красная звезда» и имени Ворошилова..

## Население
Население составляло 3 человека (100 % русские) в 2002 году, 2 в 2010.

## Известные уроженцы
Замятин Геннадий Николаевич (1920—1990) — советский военный деятель. В годы Великой Отечественной войны — лётчик 494 истребительного авиационного полка 190 истребительной авиационной дивизии на Забайкальском фронте (1944—1945). Участник советско-японской войны (1945) и войны в Корее (1951—1952). Подполковник (1960).